# Petryłów
Petryłów – wieś w Polsce położona w województwie lubelskim, w powiecie chełmskim, w gminie Sawin.
Petrilow był wsią starostwa chełmskiego w 1570 roku. W latach 1975–1998 miejscowość administracyjnie należała do województwa chełmskiego. 
Administracyjnie wieś jest sołectwem. Według Narodowego Spisu Powszechnego (III 2011 r.) liczyła 117 mieszkańców i była jedenastą co do wielkości miejscowością gminy Sawin.
Wierni Kościoła rzymskokatolickiego należą do parafii Przemienienia Pańskiego w Sawinie.

## Części wsi
| SIMC    | Nazwa   | Rodzaj    |
| ------- | ------- | --------- |
| 0107100 | Gajówka | część wsi |

## Historia
Wieś wymieniona w dokumentach źródłowych z roku  1414 r. jako Petrilow. W 1564 roku używano nazwy Petriłowa.